# Mir Jan Shah Saheb
 (mai 2022).
La mise en forme du texte ne suit pas les recommandations de Wikipédia : il faut le « wikifier ».
Les points d'amélioration suivants sont les cas les plus fréquents. Le détail des points à revoir est peut-être précisé sur la page de discussion.
- Les titres sont pré-formatés par le logiciel. Ils ne sont ni en capitales, ni en gras.
- Le texte ne doit pas être écrit en capitales (les noms de famille non plus), ni en gras, ni en italique, ni en « petit »…
- Le gras n'est utilisé que pour surligner le titre de l'article dans l'introduction, une seule fois.
- L'italique est rarement utilisé : mots en langue étrangère, titres d'œuvres, noms de bateaux, etc.
- Les citations ne sont pas en italique mais en corps de texte normal. Elles sont entourées par des guillemets français : « et ».
- Les listes à puces sont à éviter, des paragraphes rédigés étant largement préférés. Les tableaux sont à réserver à la présentation de données structurées (résultats, etc.).
- Les appels de note de bas de page (petits chiffres en exposant, introduits par l'outil «  Source ») sont à placer entre la fin de phrase et le point final[comme ça].
- Les liens internes (vers d'autres articles de Wikipédia) sont à choisir avec parcimonie. Créez des liens vers des articles approfondissant le sujet. Les termes génériques sans rapport avec le sujet sont à éviter, ainsi que les répétitions de liens vers un même terme.
- Les liens externes sont à placer uniquement dans une section « Liens externes », à la fin de l'article. Ces liens sont à choisir avec parcimonie suivant les règles définies. Si un lien sert de source à l'article, son insertion dans le texte est à faire par les notes de bas de page.
- La présentation des références doit suivre les conventions bibliographiques. Il est recommandé d'utiliser les modèles {{Ouvrage}}, {{Chapitre}}, {{Article}}, {{Lien web}} et/ou {{Bibliographie}}. Le mode d'édition visuel peut mettre en forme automatiquement les références.
- Insérer une infobox (cadre d'informations à droite) n'est pas obligatoire pour parachever la mise en page.

Pour une aide détaillée, merci de consulter Aide:Wikification.
Si vous pensez que ces points ont été résolus, vous pouvez retirer ce bandeau et améliorer la mise en forme d'un autre article.
Titre
8e Hazrat Ishaan des Naqshbandiennes
Depuis le 1er octobre 1805
(123 ans, 5 mois et 19 jours)
Le Prince Sayyid Mir Jan Shah Saheb Kabuli Naqshbandi (né en 1800 ; décédé le 13 novembre 1901) était un érudit islamique, prédicateur et saint soufi (Qutb) de l'ordre Naqshbandīya de Kaboul. Il descendait de Bahauddin Naqshband, le fondateur de l'ordre Naqshbandīya et de son successeur et descendant traditionnel Khwaja Khawand Mahmud, connu sous le nom de Hazrat Ishaan. Cela fait de lui le huitième chef suprême de l'ordre Naqshbandi et a donnée le titre Shah.

## Biographie

### Ascendance
Hazrat Shah Saheb est né dans une famille d'origine Sayyid. Cela signifie qu'il était un descendant du prophète islamique Mahomet par l'intermédiaire de sa fille Fatima et de son gendre 'Ali ibn Abi Talib. Les arbres généalogiques montrent qu'il descend du prophète Mahomet à la 28e génération. D'autres ancêtres sont le fondateur de l'ordre Naqshbandi, Muhammad Baha'uddin Naqschband, et son gendre Ala'uddin Attar et le onzième Imam Hasan al-'Askarī et Khwaja Khawand Mahmud. Dans la lignée de sa mère, il aussi était un prince impérial moghol, comme descendant du l´Imperateur Aurangzeb.

### Petite enfance et éducation
Dans ses premières années, il mémorisa le Coran et étudia la théologie et la jurisprudence islamiques. Dès l'âge de cinq ans, il était l'élève de son père Le Prince Sayyid Mir Hassan, qui lui a enseigné ses connaissances de base du Tasawwuf. Les ancêtres les plus paternels de Sayyid Mir Jan étaient de grands érudits de leur temps ( persan : Khwajagan ) qui ont enseigné leurs connaissances de base du mysticisme et de la théologie islamiques de père en fils. Cette tradition est passée du septième Imam Imam Musa al Kazim à son fils Abu Qasim Sayyid Mir Hamza.
Après sa formation de base, il a poursuivi son éducation auprès d'érudits bien connus et de saints soufis. Il était connu pour avoir terminé ses études auprès d'érudits islamiques bien connus sous le temps d'étude alors standard avec les meilleurs résultats.

### Éducation Gnostique Supérieure («Suluk» en arabe)
Après que Sayyid Mir Jan ait terminé ses études à Kaboul, il a continué avec le saint soufi Le Mawlawi Sayyid Ahmadyar Bukhari. Pour sa part, Le Mawlawi Sayyid Ahmadyar Saheb Bukhari était un étudiant du Malawi Muhammad Sharif Saheb, qui était un étudiant du Shah Ahmad Saeed Mujaddidi.
Sayyid Mir Jan a appris de lui 7 voies du mysticisme islamique, Tariqat en arabe et a terminé ses enseignements en tant que son successeur également connu sous le nom de « Khalifa », ce qui signifie « succedeur » en français. En tant que Khalifa, Sayyid Mir Jan a fait le pèlerinage à La Mecque et à Médine et y est resté en tant qu'imam respecté de la mosquée du Prophète. Il épousa la fille du Sharif de Makkah à Médine et engendra deux fils. Lorsqu'il reçut des instructions de son grand-père à Médine pour prêcher l'islam en Inde, il s'y rendit et s'assit à Lahore.

### Prédicateur et bienfaiteur à Lahore
À Lahore, il se rendit au sanctuaire de son ancêtre Khwaja Khawand Mahmud et prit le relais après que sa lignée eut presque disparu. La raison en était le martyre de l'arrière-grand-père de Sayyid Mir Jan, Sayyid Kamaludeen du Cachemire, à l'occasion duquel la famille de Hazrat Ishaan s'est enfuie à Kaboul. Hazrat Sayyid Mir Jan, en collaboration avec son jeune frère Le Prince Sayyid Mahmud Agha, était connu pour avoir converti de nombreux sikhs et hindous de l'époque à l'islam et pour avoir enseigné la voie de son ancêtre au Prophète Mahomet. Il a fondé une madrasa à Lahore au mausolée de son ancêtre Sayyid Khwaja Khawand Mahmud, où il a enseigné de cette façon. Il était également connu pour aider les défavorisés, en particulier les orphelins.
Il a été inhumé à Lahore et est enterré avec son frère Le Prince Sayyid Mahmud Agha dans le mausolée de son ancêtre Le Sayyid Khwaja Khawand Mahmud.

## Honneurs
En raison de son haut niveau de gnosticisme, Hazrat Sayyid Mir Jan était connu parmi les érudits contemporains comme :
- Maître des pieux descendants du Prophète, en persan <<Sayyid ul Sadaat>>
- Professeur d'érudits, en persan <<Khwaja-e-Khwajagan>>
- Source de vie des érudits, en persan <<Jan-i-Janan-e-Arifan>>
- Fiérte des savants, en persan <<Nur Chashme Khwajagan>>

## Littérature
- Tazkar-e-Khanwade Hazrat Eshan, écrit par Muhammad Yasin Qasvari Naqshbandi, Éditeur : Edara Talimat Naqshbandiyya, Lahore. (Livre canonique sur l´histoire de la famille du Hazrat Ishaan)
- David William Damrel : Une bénédiction oubliée : Khwaja Khwand Mahmud Naqshbandi en Asie centrale et en Inde moghole. Ed : Université Duke. Microfilm University, Durham, Caroline du Nord, États-Unis 1994.